# .onion
Cet article possède un paronyme, voir oignon.
.onion est un domaine de premier niveau réservé, accessible uniquement par l'intermédiaire du réseau Tor.

## Spécificité
Le domaine .onion est un domaine de premier niveau qui n’est pas destiné à être utilisé dans le système de nom de domaine (Domain Name System) d’Internet : on parle de domaine spécial ou réservé. Il ne fait pas partie des domaines de premier niveau dits génériques (par exemple, .org ou .com) ou nationaux (par exemple, .fr ou .it), accessibles à l'aide de n'importe quel ordinateur connecté à Internet avec une configuration standard.
Le domaine .onion renvoie en fait à des adresses anonymes accessibles par l’intermédiaire du réseau Tor. En utilisant un proxy approprié, des programmes tels que les navigateurs Web peuvent accéder à des adresses en .onion en envoyant la demande de résolution de nom de domaine à des serveurs appartenant au réseau Tor (directory servers), et non aux serveurs racines du système DNS standard.
Contrairement aux serveurs racines du DNS, les directory servers de Tor ne communiquent pas l'adresse IP du service .onion requêté en clair au client  demandant la connexion, mais organisent un rendez-vous dans un serveur  au sein du réseau Tor. Ainsi, le client ne connaît pas l'adresse IP du serveur, et le serveur ne connaît l'adresse IP du client. Le but d’un tel système est de rendre à la fois le client et le serveur plus difficiles à tracer, l’un par rapport à l’autre mais aussi par un serveur intermédiaire ou par tout autre utilisateur du réseau.
Le nom « onion » se rapporte au routage « en oignon » mis en œuvre par le réseau Tor dans un but d’anonymat.

## Historique
Le 9 septembre 2015, l'ICANN, l'IANA et l'IETF ont ajouté .onion à la liste des « domaines spéciaux » encadrés par le RFC 6761,, lui conférant donc une existence officielle. Cette reconnaissance fait suite à la proposition RFC 7686 faite par Jacob Appelbaum, membre du Tor Project, et par Alec Muffet, ingénieur sécurité chez Facebook. Elle n'a été acceptée qu'après des débats houleux à l'IETF.

## Format
Les adresses dans le pseudo-domaine .onion sont des suites de caractères sans signification, générées aléatoirement à partir d’une clef publique lors de la configuration d’un service caché sur le réseau Tor. Les caractères qui permettent de les composer sont les lettres de l'alphabet latin et des chiffres compris entre 2 et 7 inclus. Il est possible de chercher à générer une adresse plus lisible en générant un grand nombre de paires de clés jusqu'à obtenir un résultat satisfaisant. Par exemple, l'adresse v.2 du service .onion officiel de Facebook avait pour adresse « facebookcorewwwi.onion » (dépréciée depuis juillet 2021).
Deux types d'adresses .onion sont utilisées aujourd'hui : des adresses de seize caractères dites de « deuxième génération », et des adresses de cinquante-six caractères dites de « troisième génération. »

## Dans la culture
Dans le deuxième épisode de la cinquième saison de la série Le bureau des légendes, l'espion français surnommé Mille Sabords reçoit un lien vers une vidéo sous forme d'un lien .onion : jfmilffdzx=11kcp$$$cdsqq.onion, qui ne correspond cependant pas à un format d'adresse utilisable.